# Vacances dans le coma
 (janvier 2022).
Si vous disposez d'ouvrages ou d'articles de référence ou si vous connaissez des sites web de qualité traitant du thème abordé ici, merci de compléter l'article en donnant les références utiles à sa vérifiabilité et en les liant à la section « Notes et références ».
Vacances dans le coma est un roman de Frédéric Beigbeder, paru aux éditions de Grasset & Fasquelle en 1994. 

## Résumé
« Huis clos étant déjà pris, j'ai choisi comme titre Vacances dans le coma » commente ironiquement l'auteur. Ce livre retrace dans le détail, heure par heure, de 19 heures à 7 heures, la vie nocturne de Marc Marronnier dans une boîte de nuit très tendance de Paris qui s'appelle Les Chiottes.
Ce soir-là, on inaugure place de la Madeleine, ce night-club branché. Marc Marronnier, jeune chroniqueur mondain, y est invité avec son vieux complice Joss, le Disk Jockey le plus dingue et le meilleur virtuose de la planète. Une inauguration aussi huppée ne peut bien sûr se concevoir sans top models, dance music et pilules d'ecstasy dans un grand mariage de fric et de sexe. Descriptions réalistes d'un Beigbeder qui connaît trop bien ce milieu des bars à la mode et de festivités de la jet set qui hante les nuits parisiennes. Pas de morale donc mais la lucidité toujours en éveil de l'écrivain.